# 交友クラブ
交友クラブ（こうゆうクラブ）は、自由民主党の派閥。通称、川島派→椎名派。

## 概説
1962年10月、岸派で一定の勢力を持っていた川島正次郎が結成。結成時のメンバーは25人。川島は自派内から必ず1人を閣僚を送り込むことができ、政治資金も過不足なく集まるとして「派閥の適正規模は20人」を持論とし、20人前後の勢力を維持してそれ以上は増やさなかった。川島は政局の節目で自派を含めた中間派を結集してイニシアチブを取る形で池田政権を支え、佐藤政権下では自民党副総裁に就任する等して、自民党主流派で居続けた。
1970年11月に川島が死去すると、椎名悦三郎が派内議員全員一致の推薦で派閥を継承した。椎名派は衆議院議員19人・参議院議員4人の中間派として発足し、赤城宗徳と浜野清吾を相談役に、松沢雄蔵を幹事長役にして派の運営に当たった。1972年8月に田中政権が発足すると自民党副総裁に就任した。1974年に椎名は副総裁として田中角栄首相退陣後の後継総理総裁として三木武夫を裁定した（椎名裁定）。だが、椎名は川島のように派閥運営に熱心ではなく自派を含めた中間派を結集してイニシアチブを取ることをしなかったので影響力は低下した。
1979年9月に椎名が死去した後は田中派、鈴木派、福田派、中川派の各派に分散吸収されて消滅した。椎名の次男である椎名素夫によると、椎名派の後継者になろうと派内で活発に動いた人物がおり、この人物が派閥領袖になったら困ると考えた多くの椎名派所属議員が他派閥に移動したことで椎名派が消滅したという。

## 所属していた国会議員一覧
- 荒舩清十郎
- 川島正次郎
- 菊池義郎
- 椎名悦三郎
- 篠田弘作
- 中尾宏
- 浜田幸一
- 浜野清吾
- 藤枝泉介
- 宮沢胤勇

### 木曜クラブへ移籍
- 綿貫民輔
- 11代山村新治郎

### 宏池会へ移籍
- 水野清

### 政策研究会へ移籍
- 赤城宗徳

### 自由革新同友会へ移籍
- 中村弘海
- 長谷川四郎
- 古屋亨
- 松沢雄蔵

## その他
令和に入って、川島正次郎の姪孫である平山秀善が団体「交友クラブ」を結成して会長に就任した。